# Wandpfeilerkirche

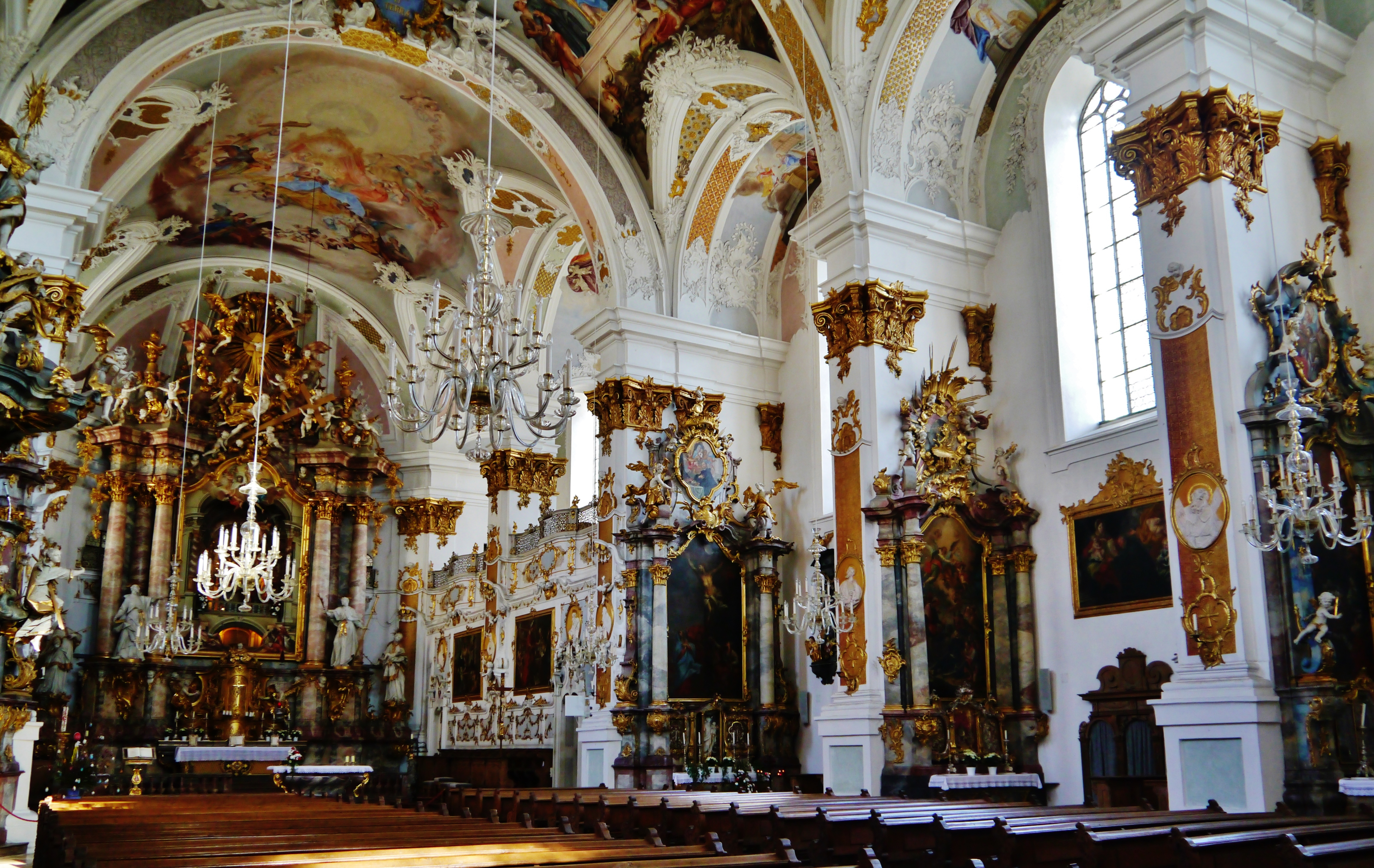
Wandpfeilerkirche: Studienkirche Dillingen

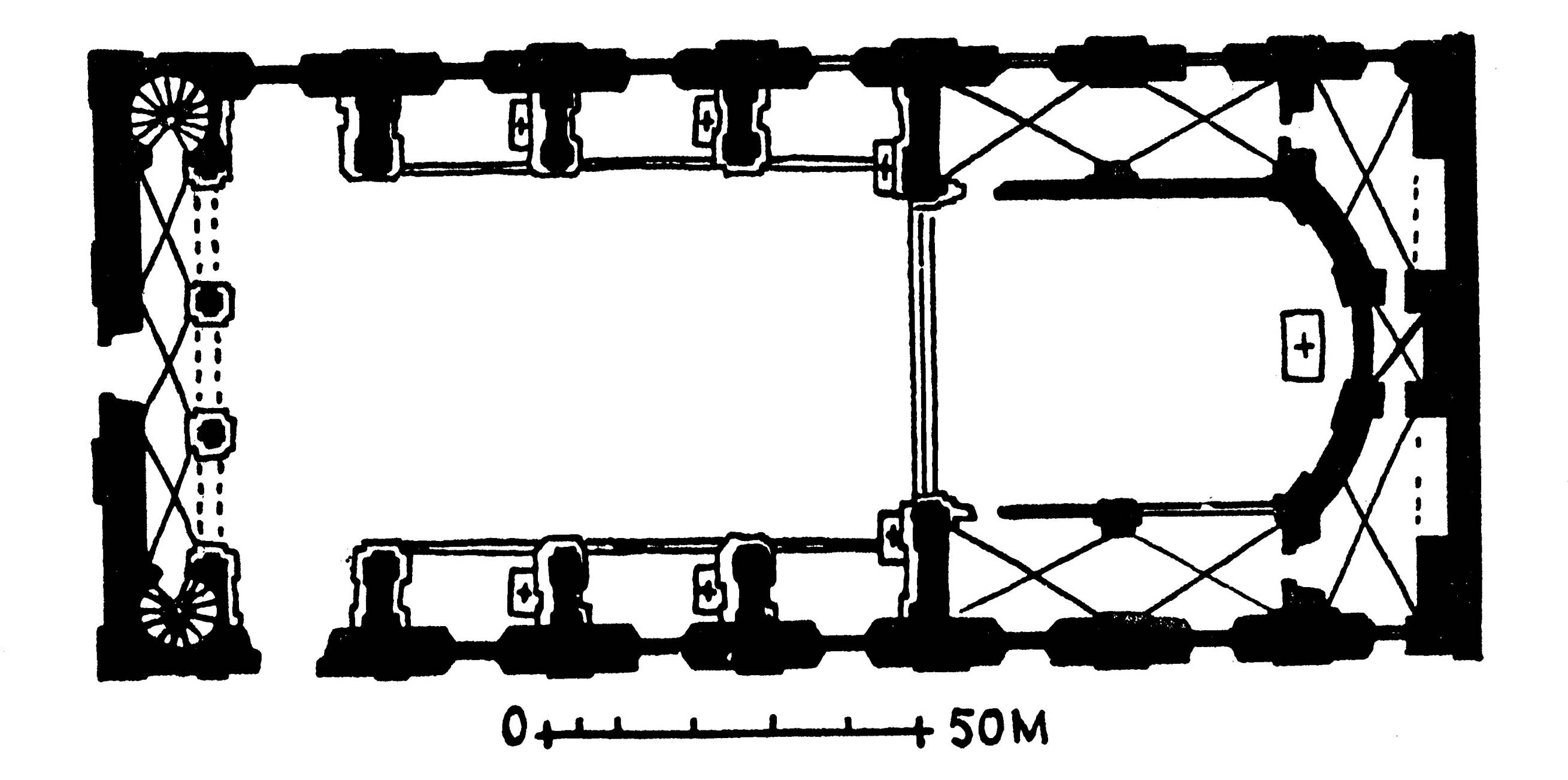
Grundriss der Studienkirche Dillingen

Bei einer Wandpfeilerkirche handelt es sich um eine Kirche mit einer speziellen Bauform. Man bezeichnet mit diesem Begriff einschiffige gewölbte Kirchenbauten, bei denen wandgebundene Pfeiler an den Längswänden den Innenraum gliedern, insbesondere wenn die Wandpfeiler von den Wänden her in das Kircheninnere hervortreten, so dass an den Längswänden zwischen den Pfeilern einzelne Raumteile entstehen.

## Geschichte und Formen

### Die mittelalterliche Wandpfeilerkirche

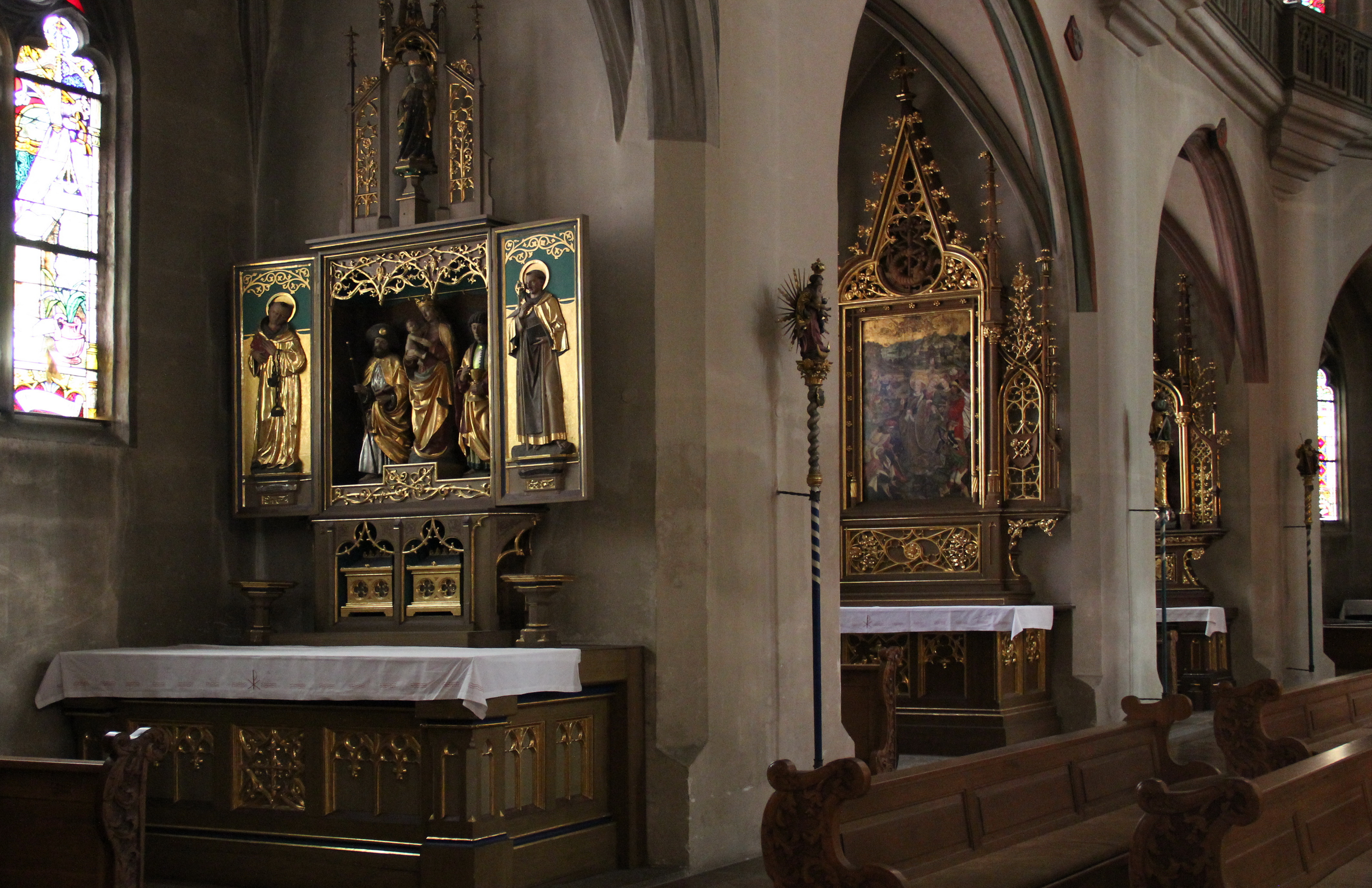
Seitenaltäre in der mittelalterlichen St. Martins-Kirche, Amberg

In der gotischen Architektur wurden durch vollständiges oder teilweises Einziehen von Strebepfeilern Wandpfeiler geschaffen, die raumhohe oder niedrigere Einsatzkapellen ausgrenzten. Bei mehrschiffigen Kirchenbauten (Katharinenkirche in Brandenburg, Frauenkirche in München) ergaben diese Einsatzkapellen eine zusätzliche Raumschicht in den Seitenschiffen des Langhauses oder im Chorumgang. Bei einschiffigen Kirchenbauten der Spätgotik des 15. Jahrhunderts in Bayern und Österreich beschränkten sich die Wandpfeilereinbauten in der Regel auf das Schiff, wodurch sich eine deutliche Längsorientierung des Kirchenraums ergab. In der 1282 bis 1383 errichteten südfranzösischen Kathedrale von Albi bestimmten die Wandpfeiler den gesamten Kirchenraum. 
Eine regionale Sonderform, die eine Verbindung mit dem Bautypus der Hallenkirche einging, bestand im mittleren 13. Jahrhundert in der südwestfälischen Wandpfeilerhalle.

### Die frühneuzeitliche Wandpfeilerkirche

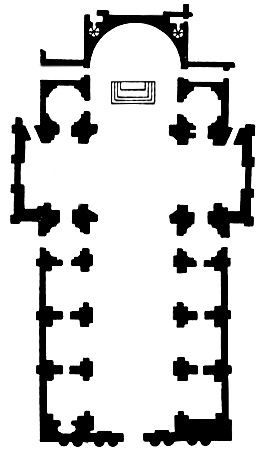
Grundriss einer barocken Kirche vom „Il-Gesù-Typ“. Dies ist keine Wandpfeilerkirche im strengen Sinne.

Die Architektur der nachmittelalterlichen Wandpfeilerkirche hat Vorstufen in der italienischen Renaissance- und Barockarchitektur. Während die mittelalterliche Baukunst mehrschiffige Kirchen bevorzugte, führte Leon Battista Albertis Bau von Sant’Andrea in Mantua die einschiffige, von einem großen Tonnengewölbe bedeckte Saalkirche als neuen Bautypus ein. Um die Wände zu gliedern und eine Abfangung des Querschubs des Gewölbes zu ermöglichen, bildet die Längswand in regelmäßigen Abständen Kapellen mit Quertonnen aus. Dieser Bautypus ermöglichte den ungestörten Blick zum Hochaltar und schuf einen Einheitsraum. Die Weiterentwicklung in der Jesuitenkirche Il Gesù in Rom hatte eine durchschlagende Wirkung auf den Kirchenbau der Neuzeit. Im Grundriss erscheinen die Mauern zwischen den Kapellen wie die von der Außenwand des Baus nach innen gezogenen Wandpfeiler, weswegen sich im deutschen Sprachgebrauch irrtümlich die Bezeichnung der Wandpfeilerkirche eingebürgert hat. Räumlich handelt es sich jedoch nicht um nach innen gezogene Wandpfeiler, sondern um Strebepfeiler außerhalb des zumeist basilikal überhöhten Saalraums, die zugleich die Zwischenwände der gegenüber dem Innenraum deutlich niedrigeren Kapellen bilden. Der Raumeindruck im Inneren ist von einer mit einem durchgehenden Gebälk abgeschlossenen Wand mit Säulenordnung geprägt. Daher sind diese Bauten als Saalkirchen mit Kapellen zu bezeichnen; geläufig wird auch die Bezeichnung „Il-Gesù-Typ“ verwendet.
Die Wandpfeilerkirche im engeren Sinne entwickelte sich nördlich der Alpen aus diesen Vorbildern sowie spätgotischen Raumtypen (Hallenkirchen mit flachen Einsatzkapellen). Insbesondere in der Phase der ersten Übernahme italienischer Renaissance- und Barockformen nördlich der Alpen sowie bei deren starkem Einfluss sind Mischformen möglich (St. Michael in München, Klagenfurter Dom). Die bei der süddeutschen Wandpfeilerkirche im Unterschied zum italienischen Saalbau in voller Höhe aufragende Außenwand ist durch in den Innenraum gezogene Wandpfeiler stabilisiert und gegliedert. Typischerweise auf identischer Höhe setzt über diesen Wandpfeilern sowohl das Hauptgewölbe des Raumes als auch die (Tonnen-)Gewölbe der Abseitenräume zwischen den Pfeilern an, die dadurch in das Hauptgewölbe hineinschneiden. In diesem Fall tragen die Wandpfeiler kein durchgehendes Gebälk, sondern nur kurze Gebälkstücke und treten als einzelne, raumbestimmende Großformen in Erscheinung. Teilweise, insbesondere bei Bauten des sogenannten Vorarlberger Bauschemas können die Wandpfeiler nahezu frei vor der Wand stehen. Damit nähert sich das Raumschema dem der Hallenkirche (Basilika Weingarten). In der Regel sind die Räume zwischen den Wandpfeilern als Kapellen genutzt, bei denen die Altäre nicht an der Außenwand, sondern vor den zum Eingang gerichteten Flanken der Wandpfeiler stehen. Häufig werden die Räume zwischen den Wandpfeilern von Emporen überspannt.
Im süddeutschen und österreichischen Barock gehörte die Wandpfeilerkirche zu den bevorzugten Bautypen für sakrale Gebäude. Der Kirchenbau der Jesuiten spielte mit der Münchner Michaelskirche und der Studienkirche in Dillingen für die Ausbildung und Verbreitung des Bautypus eine wichtige Rolle. Die im gesamten südlichen deutschsprachigen Raum tätigen Vorarlberger Baumeister verwendeten diesen Bautypus fast durchgehend, weshalb man vom „Vorarlberger Münsterschema“ oder der „Vorarlberger Wandpfeilerkirche“ spricht. Der Bautypus ist jedoch weder von den Vorarlbergern entwickelt worden noch ihren Bauten allein eigentümlich.
In dieser Übersicht und mit den folgenden Beispielen sind nur katholische Kirchen erwähnt. Es gibt jedoch auch einige protestantische Kirchenbauten dieses Typs.

## Beispiele
Früh- und Mischformen
- St. Michael (München)
- Klagenfurter Dom
- Stift Vorau
- Dreifaltigkeitskirche (Graz)

Süddeutscher Typus
- Jesuitenkirche Dillingen
- Ehem. Zisterzienserklosterkirche Fürstenfeld
- Marienmünster Dießen am Ammersee
- Ehem. Benediktinerabteikirche Mallersdorf

„Vorarlberger Münsterschema“
- Kirche des Klosters  Obermarchtal
- Kirche des Klosters St. Peter auf dem Schwarzwald
- Wallfahrtskirche auf dem Schönenberg bei Ellwangen
- Klosterkirche Weingarten